# محمد صالح المنير
محمد صالح بن أحمد بن سعيد المُنَيِّر الحسيني الدمشقي الشافعي (1850 - 1903 م) (1266 - 1321 هـ) فقيه مسلم وشاعر ومدرّس ديني سوري. ولد في دمشق ونشأ فيها وتعلم على علمائها. كان يدرّس في المسجد الأموي. قصد إسطنبول في قضيّة له، فتُوفّي فيها ولم يعقب ذكوراً. له مؤلفات وديوان أشعار.

## سيرته
ولد محمّد صالح بن أحمد بن سعيد بن محمّد المُنَيِّر الحسيني الدمشقي الشافعي سنة 1266 هـ/ 1850 م في دمشق ونشأ فيها في كنف والده فقرأ عليه الحديث، كما قرأ على محمود الحمزاوي وقام بتدريس صحيح البخاري في المسجد الأموي من 1287هـ/ 1870 هـ بعد الجمعة وفي سنة 1299 هـ / 1882 م أضيف إليها درس الشفاء للقاضي عياض في شهر رمضان، وبقي في أداء دروسه إلى سنة 1320 هـ/ 1902 م.
نال رتبة (شيخ الإسلام ومفتي الأنام مع الوسام المجيدي من الدرجة الرابعة)

تميّز بمؤلفاته حول الملل غير الإسلامية ومناظرة أتباعهم.

توفي سنة 1321 هـ/ 1903 م في إسطنبول.

## مؤلفاته
- رسالة في الحكم بين بعض البروتستانت واليسوعيّين
- الطّل من المجاز المرسل، منظومة صغيرة
- العقود العالية في أصول المنطق العالية، أو العقود الغالية، في نظم إيساغوجي في المنطق
- عقد الدراري الأجل في حقيقة وعلاقة المجاز المرسل
- عقود الدر الحميد لحضرة السلطان الغازي عبد الحميد
- مظهر الإسعاد في مولد سيدنا محمد صلى الله عليه وسلم أشرف ميلاد
- المقدمة والقصيدة السنيتان
- هالة العروض في حكم الشعر المقروض
- ديوان، في المديح والغزل